# Clément Gascon
Clément Gascon, né le 5 février 1960 à Montréal, est un avocat canadien. Il est juge puîné à la Cour suprême du Canada du 9 juin 2014 au 15 septembre 2019.

## Biographie

### Études et carrière
Il fait ses études collégiales au Collège Jean-de-Brébeuf et ses études universitaires en droit à l'Université McGill. En 1982, il devient membre du Barreau du Québec. Il travaille ensuite pendant 21 ans comme associé au sein du cabinet Heenan Blaikie de Montréal. Il se spécialise dans le droit du travail et le domaine du litige civil et commercial. De 1994 à 2002, il siège au comité exécutif national et au comité de gestion national de ce cabinet.
Parallèlement à sa carrière d'avocat, il enseigne le droit à l'Université du Québec à Montréal, à l'Université McGill et à l'École du Barreau. Il est également coauteur de plusieurs ouvrages.
Il devient juge à la Cour supérieure du Québec le 10 octobre 2002. Pendant plusieurs années il est juge coordonnateur de la chambre commerciale de la Cour supérieure du Québec. Il préside plusieurs procédures d’envergure dans le domaine de l’insolvabilité. Il est nommé juge à la Cour d'appel du Québec le 5 avril 2012, puis finalement juge à la Cour suprême du Canada le 9 juin 2014.
En avril 2019, il annonce sa décision de démissionner de son poste. Par la suite il joint le cabinet d’avocats montréalais Woods où il agit comme avocat conseil, arbitre et médiateur.
Il est nommé à l’Ordre du Canada au mois de juin 2023, avec le rang de compagnon.

### Vie privée
Il est marié avec Marie Michelle Lavigne, juge à la Cour du Québec, depuis 1983. Ils ont trois enfants.